# ダーブラ
ダーブラとは、鳥山明の漫画『ドラゴンボール』および、テレビアニメ『ドラゴンボールZ』『ドラゴンボール改』『ドラゴンボール超』『ドラゴンボールDAIMA』に登場する架空のキャラクター。声優は大友龍三郎。

## キャラクター概要
孫悟空らの住む宇宙世界の裏側「暗黒魔界」において、最高の実力を誇る「暗黒魔界の王」。初登場の時点で、バビディの部下として登場し、支配者であるバビディへの的確な助言や気遣う言葉を投げかけている。本編の300年前にあたるエイジ474には部下に地球を調査させており、その際には高いエネルギーを持つ者はいなかったと述べており、それ以降に誕生した悟空たちの存在は知らなかった。一人称はほぼ「わたし」で、アニメ『Z』『改』やゲーム作品では「オレ」もしくは「わし」も使っていた。
格闘術だけでなく魔術にも長けており、口から炎を吐き、触れると石化してしまう唾や、剣や槍などの武器を瞬時に取り出して使う戦法を用いて戦う。当初、悟空とベジータは彼の実力を「セルと同じくらいの強さ」と予想していたが、格闘術と共に魔術を駆使した戦闘法で、超サイヤ人2の孫悟飯と互角の闘いを繰り広げたことで「思ったよりずっと強い」と考えを改めた。しかし、ベジータには「だからといって勝てない相手ではない」とも評された。
気配を消して隠れていた悟空たち3人が高いエネルギーを持っていて強いことは見抜いていたが、潜在的な力までは読み取れず自分にはかなわないと思っており、魔人ブウに関しても最初は自分より劣っていると侮っていた。ヤコンが敗北した時も、（バビディですら只者ではないと気付き始めたにもかかわらず）悟空の実力と思っておらず、ヤコンが吸収できる光の量を超えたため破裂しただけと思い込んでいた。さらに、アニメではベジータがプイプイよりも遥かに強いということが見抜けず、プイプイが苦戦しているのを油断しているだけと思い込んでいた。また、自分と同等の実力を持つ悟飯と対決した時も、アニメでは戦闘開始時に自分からハンデとして地球に近い環境の星に場所を変えるようにバビディに進言していた。
魔界はいくつかの空間エリアに分かれており、その全てを統括している絶対的な王でもある。ダーブラはバビディの召喚魔法で呼び寄せられてスカウトされた。魔界には、悪を司る神「魔界王神」の存在が明かされているが、ダーブラとの関係は不明。今のところ界王神の方が魔界王神の力を上回っているとされる。東の界王神はダーブラを「魔の世界の完全なトップ」と称し、バビディの配下になっていたと判明した際に尻込みするなど、相当警戒していた。
名前は呪文の「アブラカダブラ」が由来。

## ストーリーへの絡み
東の界王神と共にバビディの宇宙船にやってきた悟空や悟飯、ベジータを宇宙船の中へ誘い込むため、彼らと一緒にいたキビトを殺害し、ピッコロとクリリンに唾を吐いて石化させて動きを封じ、悟空たちを挑発しながらバビディの宇宙船に戻る。プイプイとヤコンが倒されたことで、バビディの不安を取り除くためにもステージ3にて悟飯と対決。悟飯が修行を怠っていたために戦いの勘が鈍っていたこともあり、互角の戦いを展開するが、戦いの途中でベジータの中の邪心を見抜き、戦闘を中断。宇宙船に戻ったため、勝負はつかなかった。アニメでは、悟飯と戦うまで別室で瞑想してパワーを溜めており、悟飯をしばらく待たせていた。
復活した魔人ブウの幼稚な行動、威厳を感じない風貌から「頭もパワーもないマヌケ面の生ゴミ」と評し完全に侮っていたが、その直後、怒ったブウの目潰しと蹴りをくらって吹き飛ばされる。しばらくして、ブウの存在はバビディにとって災いになると判断したダーブラはブウに槍を投げて攻撃し、傷を負いながらもバビディに対して「魔人ブウは決して忠実な部下になるような奴ではなく、必ず手に負えなくなり、災いをもたらす日がやってくる」と、その危険性を悟り、忠告するが、拒絶されている。しかし、槍を投げた攻撃も全く効果はなく、アニメでは肉弾戦とエネルギー弾の連打で応戦するがまるで通用せず、ブウの魔法でクッキーにされて食べられ死亡した。その直後、自分の唾で石化したピッコロやクリリン、トカゲ（アニメのみ）は復活している。
死後、暗黒魔界出身であるダーブラは「地獄に行くと喜ぶ」と考えた閻魔大王の判断により、天国行きとなった。閻魔大王はダーブラの死亡を驚いていた。原作やアニメ『改』では以降は登場していないが、アニメ『Z』では、天国で死んだと思われていた悟飯を探すブルマとチチ、ビーデルに協力する形で再登場した。その際、口調が丁寧になり、瞳も輝いたものになって改心していた（また、額の「M」のマークも消えている）。彼女らは後にデンデによるポルンガへの「魔導師バビディが地球にやってきた日から死んだ者全てを極悪人を除いて生き返らせる」願いにより生き返ったが、ダーブラは元々悪だったため、生き返ることなく天国に残された。この際も恨み言を言うことは無く、彼女たちが生き返れたことを祝福していた。

### ドラゴンボール超
“未来”トランクス編の回想シーンで登場。セルが消滅した後、未来の青年トランクスの世界でも、バビディと共にダーブラが魔人ブウ復活を目論み、界王神の指示の下でトランクスが挑み、苦戦を強いられるも何とかバビディ一味を撃破しその復活を阻止したことが、トランクスから語られた。
『Vジャンプ』連載の漫画版では詳細が描かれており、トランクス、界王神、キビトを追い詰め、トランクスが武器として使っていたゼットソードを唾で石化させ、追い討ちの一撃で消滅させる。さらに界王神を痛めつけ救援に入ろうとしたキビトを殺害するが、その結果怒ったトランクスを超サイヤ人2に覚醒させることとなり、ラッシュを受けて圧倒され界王神の命懸けの金縛りを受けたところをトランクスにとどめの気功波を放たれ、バビディもろとも消滅する。

### DAIMA
回想シーンで登場。バビディに洗脳される前の姿で登場し、先代の王である父のアーブラを倒すためにサードアイを部下に盗んでくるように命じ、その後盗んだ魔人が他の魔人に襲われたため結果的にサードアイが行方不明になり、弱体化したアーブラを倒して大魔王の座を奪い取ったことが描かれた。大魔王時代の王政はゴマーよりはましだったらしい。

## ダーブラの技
原作では技に名前は付いていない。
石化ツバ / サライバシュート
標的に向かって口から唾を飛ばす。唾に当たったものは石化し、ダーブラが死ぬまで解けることはない。作中ではクリリンとピッコロ、アニメ版では魔人ブウとの戦いに巻き込まれたトカゲが石にされた。石化された体は非常に脆く、わずかな衝撃で壊れる。着用物の上からでも効果はあるが、石化の進行は遅いため、着用物に当たった場合は急いで脱ぎ捨てることで石化を回避できる。
『超』では未来の青年トランクスとの戦闘で使用。トランクスの剣を石化させ、その後も連続して放つが、唾が触れる直前に気を発する両手で全て弾き防がれた。
ゲーム作品では、くらった相手を一定時間行動不能にする効果を持つ。
炎 / シュートフレイム / エビルブラスト / デスフレイム / エビルフレイム
空気を吸い込み、ダーブラの持つ特殊な消化液と混合させて口から炎状の吐息を吐き出す技。『ドラゴンボールZ 超武闘伝3』では強力な光線技となっている。また単行本の目次ページでは炎が「もくじ」と描いていた。
炎の弾 / デスボール／ヘルブリッツ / エビルインパルス
片手から光弾を発射する技。名前はゲームより。『ドラゴンボール ゼノバース2』ではこちらの技が「エビルブラスト」と呼ばれている。
ラッシングソード / ヘルブレイドラッシュ / ダークネスソードアタック
魔術で出した蛮刀で連続で斬りかかる技。『カカロット』では気で生み出した刀とされている。
物質出現魔術
刀や槍を召喚する。
残像魔術
魔術により自分そっくりの立体映像を作り出し、相手を翻弄する。
サイコキネシス
アニメオリジナルの技で、超サイヤ人になる前の悟飯との戦闘で使用。この技で無数の石を投げつけた。
名称不明の技
アニメオリジナル技。手をアンダースローに振りかざし、カッター状の気で攻撃する。
ソードキャノン
『ドラゴンボールZ 超武闘伝3』の技で、空中でのみ使用可能。召喚した剣を炎に包み斜め下に投げつける。
ファイアーウォール
『ドラゴンボールZ 超武闘伝3』の技。標的の足元から炎を吹き出させる。

## ゲームでの登場
ゲームでの初登場は『ドラゴンボールZ 超武闘伝3』。基本的には「ダーブラ」表記だが、一部ゲームでは名称が「魔王ダーブラ」および「暗黒魔界の王ダーブラ」となっている。
『ドラゴンボール タッグバーサス』では、アニメ版において死後天国に行かされ善人化したダーブラがポルンガの願いで蘇生され、魔人ブウ（純粋）との最終決戦にて悟空たちの助っ人として現れるIFストーリーがある。
『ドラゴンボールZ Sparking! NEO』の「激突!!宿命のライバル編」では、魔人ブウ復活を防ごうとする界王神とピッコロの2人を一蹴するも、次に現れた悟空とベジータに敢え無く敗れ去る。魔人ブウ復活を未然に阻止する展開となるため、敵役としては事実上のラストボスとなる。
アーケードゲーム『ドラゴンボール ZENKAIバトルロイヤル』では、格闘面は優れていない代わりに、相手の体力をじわじわ削る炎や短時間の間だけ動きを封じる石化、特定範囲の敵の動きを一定時間鈍らせる魔術を使用可能。
『ドラゴンボール ゼノバース』では、ダーブラ本人は登場しないが、彼の妹にあたる「トワ」が登場する。またダーブラの後釜として暗黒魔界の人造人間ミラも登場した。続編『ドラゴンボール ゼノバース2』では、2017年11月28日に実装されたエクストラパック第1弾「新たなる戦士編パック」にて、プレイキャラクターとしてダーブラが登場し使用可能となり、エクストラパック第2弾「∞の歴史編パック」ではトワによって密かに救出されていたことが判明。追加シナリオの黒幕として登場し、トワの仇を討とうと時の界王神やタイムパトローラーを抹殺しようとするも自分の後継者であるフューが仇討ちに興味を持たなかったことに憤り、彼も石にしようとするが逆に自身が石になり、野望を打ち砕かれた。
データカードダス『ドラゴンボールヒーローズ』GDM（ゴッドミッション）4弾では、バビディに洗脳されていない姿で登場しており、妹のトワや暗黒魔界の配下たちが登場している。妹からは「お兄様」と呼ばれており仲は良好の様子。『アルティメットミッションX』でも妹の仇を討つためにプレイヤーやタイムパトローラーの前に現れるも倒される。『スーパードラゴンボールヒーローズ』では主であるメチカブラのため、暗黒ドラゴンボールを集めようと魔神の力を手に入れてパワーアップし、ブウを圧倒しゴジータと互角に戦うほどの強さを手に入れる。一度、ブウに吸収されるも自力で脱出するほど強くなった。
『ドラゴンボールZ カカロット』では、エンディング後のサブストーリーを進めるとポルンガの力でダーブラを修行相手として復活させることができる。しかしアニメ版同様に天国で善人化していたため、当初は悟空との手合わせを躊躇うが、大金を払うと言われたことで了承する（その大金で世のために尽くせるという意味で）。戦ううちに元の性格に戻りかけてしまうが戦闘後に正気に戻り、報酬は慈善団体に寄付するように言った。DLC「-TRUNKS- 希望の戦士」では未来世界のダーブラがラストボスとなる。概ね漫画版『ドラゴンボール超』で描かれた通りの展開で、最終決戦ではゼットソードを石化させ、キビトを殺害し、一度はトランクスと界王神を追い詰める。最期は超サイヤ人2に覚醒したトランクスに敗れ、界王神の金縛りを受けたままトランクスの気功波でバビディ共々倒された。